# Девор, Тайгер
Тайгер Девор (англ. Tiger Devore; ранее известный как Говард Девор (англ. Howard Devore) и Тайгер Говард Девор (англ. Tiger Howard Devore); род. 1958; США) — клинический психолог, сексолог и интерсекс-активист. Бывший член ныне несуществующей правозащитной организации Intersex Society of North America. Историк Элис Дрегер говорит, что он стал основоположников интерсекс-движения.

## Биография
Тайгер Девор родился с гипоспадией и перенес более 20 операций и четырех полных реконструкций гениталий. Он говорит, что «все операции, которые он перенес до 19 лет, были ненужными и неудачами».
Девор имеет докторскую степень в области клинической психологии и работает сексологом, активистом и педагогом с более чем 30-летним опытом защиты интересов интерсекс-людей и других людей, чей сексуальный опыт отличается от большинства. Девор работал в исследовательских клиниках Медицинской школы при госпитале Джонса Хопкинса и в Программе сексуальности человека в Калифорнийском университете в Лос-Анджелесе. Во время учебы в Университете Джонса Хопкинса он работал с сексологом Джоном Мани. Он также работал в Национальных институтах здравоохранения США в качестве консультанта по кризисным ситуациям и работал с осужденными за сексуальные преступления.

## СМИ
Девор был педагогом и пресс-секретарем по интерсекс-вопросам с 1984 года, когда он появился в Шоу Опры Уинфри. Он появился в документальных фильмах для Discovery Channel (2000), PBS, National Geographic Channel, BBC и отмеченном наградами короткометражном фильме XXXY. Также Девор дал интервью в документальном фильме Intersexion 2012 года. В 2013 году он дал интервью журналу Time о новом законе в Германии о третьем гендерном маркере и призвал к глобальному запрету «нормализующих операций».

## Выборочная библиография
- Tiger Devore. Tiger Devore's Statement (англ.). — 2015.
- Howard Devore. Growing up in the surgical maelstrom // Intersex in the age of ethics. — University Publishing Group, 1999. — С. 79—82.